# Saint-Christophe-du-Jambet
 Saint-Christophe-du-Jambet  es una población y comuna francesa.

## Ubicación
Está situada en la región de Países del Loira, departamento de Sarthe, en el distrito de Mamers y cantón de Beaumont-sur-Sarthe.

## Demografía
| 347 | 315 | 275 | 231 | 183 | 223 |
| Para los censos de 1962 a 1999 la población legal corresponde a la población sin duplicidades (Fuente: INSEE [Consultar]) |     |     |     |     |     |